# هری بگ
هری بگ (انگلیسی: Harry Bagge; ۱۵ سپتامبر ۱۸۹۶ – ۲۷ آوریل ۱۹۶۷) بازیکن فوتبال اهل بریتانیا بود.
از باشگاه‌هایی که در آن بازی کرده‌است می‌توان به باشگاه فوتبال اتلتیک بیلبائو و باشگاه فوتبال فولام اشاره کرد.